# سینت جانزبری (کالدونیا)
سینت جانزبری (به انگلیسی: St. Johnsbury) یک منطقهٔ مسکونی در ایالات متحده آمریکا است که در سنت جونزبری، ورمونت واقع شده‌است. سینت جانزبری ۳۳٫۸ کیلومتر مربع مساحت و ۵٬۹۹۴ نفر جمعیت دارد و ۱۸۳ متر بالاتر از سطح دریا واقع شده‌است.